# Афганистан на летних Олимпийских играх 1964
Королевство Афганистан принимало участие в Летних Олимпийских играх 1964 года в Токио (Япония) в пятый раз за свою историю, но не завоевало ни одной медали. Олимпийским атташе Афганистана на Играх был второй секретарь посольства Королевства Афганистан в Японии Армед Зия Юссуф.

## Результаты соревнований

### Борьба
Спортсменов — 8
Борьба вольная
| Спортсмен            | Категория | Первый раунд                              | Второй раунд                            | Третий раунд                   | Четвертый раунд                  | Пятый раунд                      | Финальный раунд      | Место |
| Спортсмен            | Категория | Соперник Результат                        | Соперник Результат                      | Соперник Результат             | Соперник Результат               | Соперник Результат               | Соперник Результат   | Место |
| -------------------- | --------- | ----------------------------------------- | --------------------------------------- | ------------------------------ | -------------------------------- | -------------------------------- | -------------------- | ----- |
| Фаиз Мохаммад Хакшар | До 52 кг  | Винченцо Грасси (ITA) Пор. по очкам       | Шон О’Коннор (IRL) Пор. туше, 1:26      | Завершил выступление           | Завершил выступление             | Завершил выступление             | Завершил выступление | 16    |
| Мохаммад Дауд Анвари | До 57 кг  | Хюсейин Акбаш (TUR) Пор. по очкам         | Абдуллах Ходабандех (IRI) Пор. по очкам | Завершил выступление           | Завершил выступление             | Завершил выступление             | Завершил выступление | 14    |
| Мохаммад Эбрахими    | До 63 кг  |                                           | Рауль Ромеро (ARG) Поб. туше, 4:43      | Берт Аспен (GBR) Поб. по очкам | Станчо Колев (BUL) Пор. по очкам | Бобби Дуглас (USA) Пор. по очкам | Завершил выступление | 5     |
| Джан Ака Джан        | До 70 кг  | Карлос Альберто Варио (ARG) Поб. по очкам | Чо Дон Гу (KOR) Пор. по очкам           | Клаус Рост (EUA) Пор. по очкам | Завершил выступление             | Завершил выступление             | Завершил выступление | 11    |
| Шакар Хан Шакар      | До 78 кг  | Лен Аллен (GBR) Ничья                     | Гурам Сагарадзе (URS) Пор. туше, 3:30   | Завершил выступление           | Завершил выступление             | Завершил выступление             | Завершил выступление | 16    |

Борьба греко-римская
| Спортсмен       | Категория | Первый раунд                               | Второй раунд                        | Третий раунд                      | Четвертый раунд      | Пятый раунд          | Шестой раунд         | Место |
| Спортсмен       | Категория | Соперник Результат                         | Соперник Результат                  | Соперник Результат                | Соперник Результат   | Соперник Результат   | Соперник Результат   | Место |
| --------------- | --------- | ------------------------------------------ | ----------------------------------- | --------------------------------- | -------------------- | -------------------- | -------------------- | ----- |
| Нур Улла Нур    | До 57 кг  | Масамицу Итигути (JPN) Пор. туше, 9:56     | Энди Фитч (USA) Пор. по очкам       | Завершил выступление              | Завершил выступление | Завершил выступление |                      | 15    |
| Нур Ака Сайед   | До 63 кг  | Бранислав Мартинович (YUG) Пор. туше, 4:02 | Марин Болокан (ROM) Пор. туше, 3:56 | Завершил выступление              | Завершил выступление | Завершил выступление | Завершил выступление | 24    |
| Вахид Улла Заид | До 70 кг  | Алехандро Эчанис (MEX) Ничья               | Курт Мадсен (DEN) Пор. по очкам     | Франц Шмитт (EUA) Пор. туше, 7:12 | Завершил выступление | Завершил выступление | Завершил выступление | 12    |